# Vitezometru

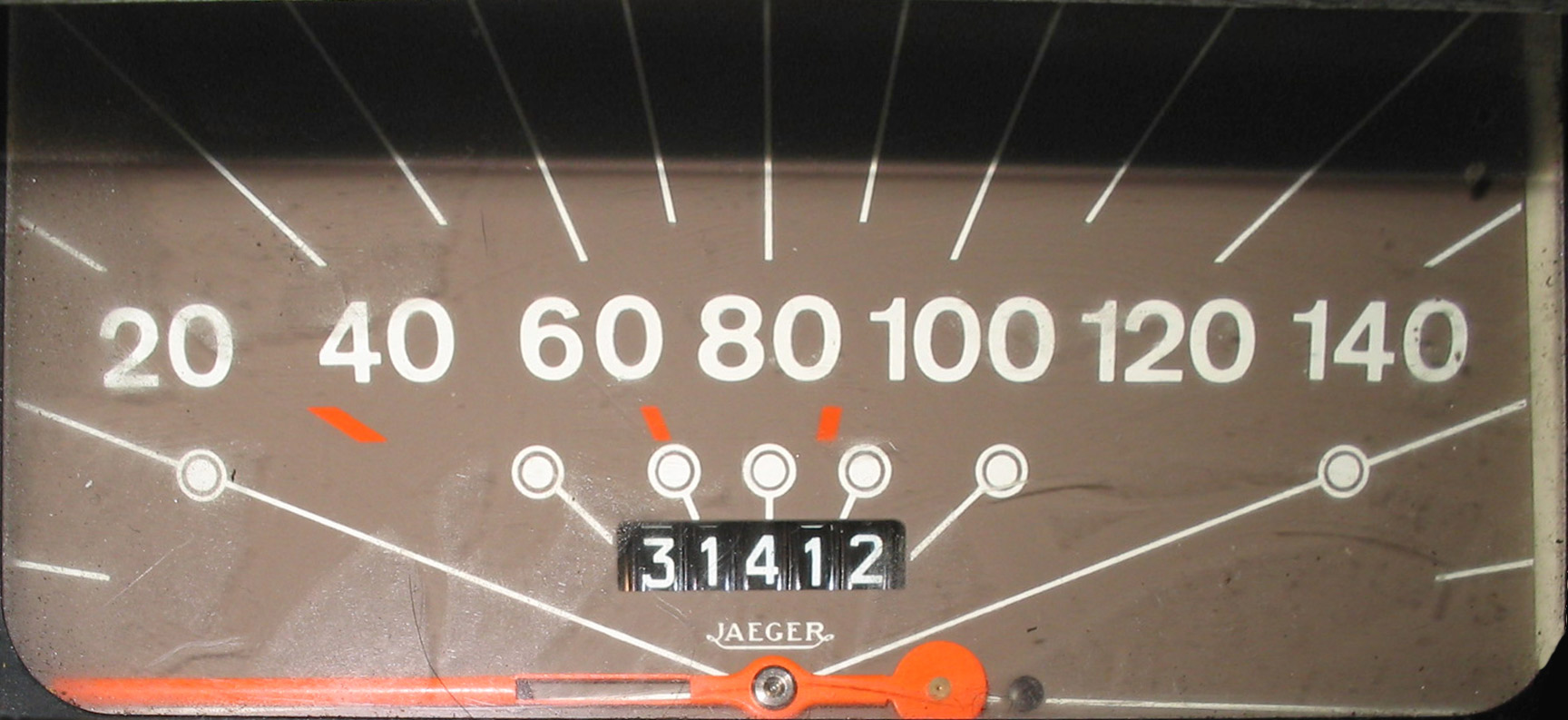
Vitezometru (anii 1980) completat în centrul său cu un odometru.

Vitezometrul sau indicatorul de viteză este un instrument de indicare a vitezei de deplasare a unui vehicul. El a devenit, împreună cu contorul de parcurs, echipament obligatoriu pe toate automobilele, motocicletele și mopedurile aflate în circulație. Au început să fie disponibile ca echipament opțional în anii 1900, și ca echipament standard, începând cu anii 1910. Într-un autovehicul el se găsește de obicei în spatele volanului, uneori în centrul tabloului de bord (fr).
Vitezometrul a fost inventat înainte de 1888 de Josip Belušić. El și-a brevetat invenția în 1888 la Viena și a prezentat-o în 1889 la Exposition Universelle din Paris.
Și alte vehicule motorizate sunt echipate cu vitezometre care au denumiri specifice și utilizează alte mijloace de detectare a vitezei. Pentru o aeronavă, vitezometrul este un indicator al vitezei față de aer. 

## Prezentare generală

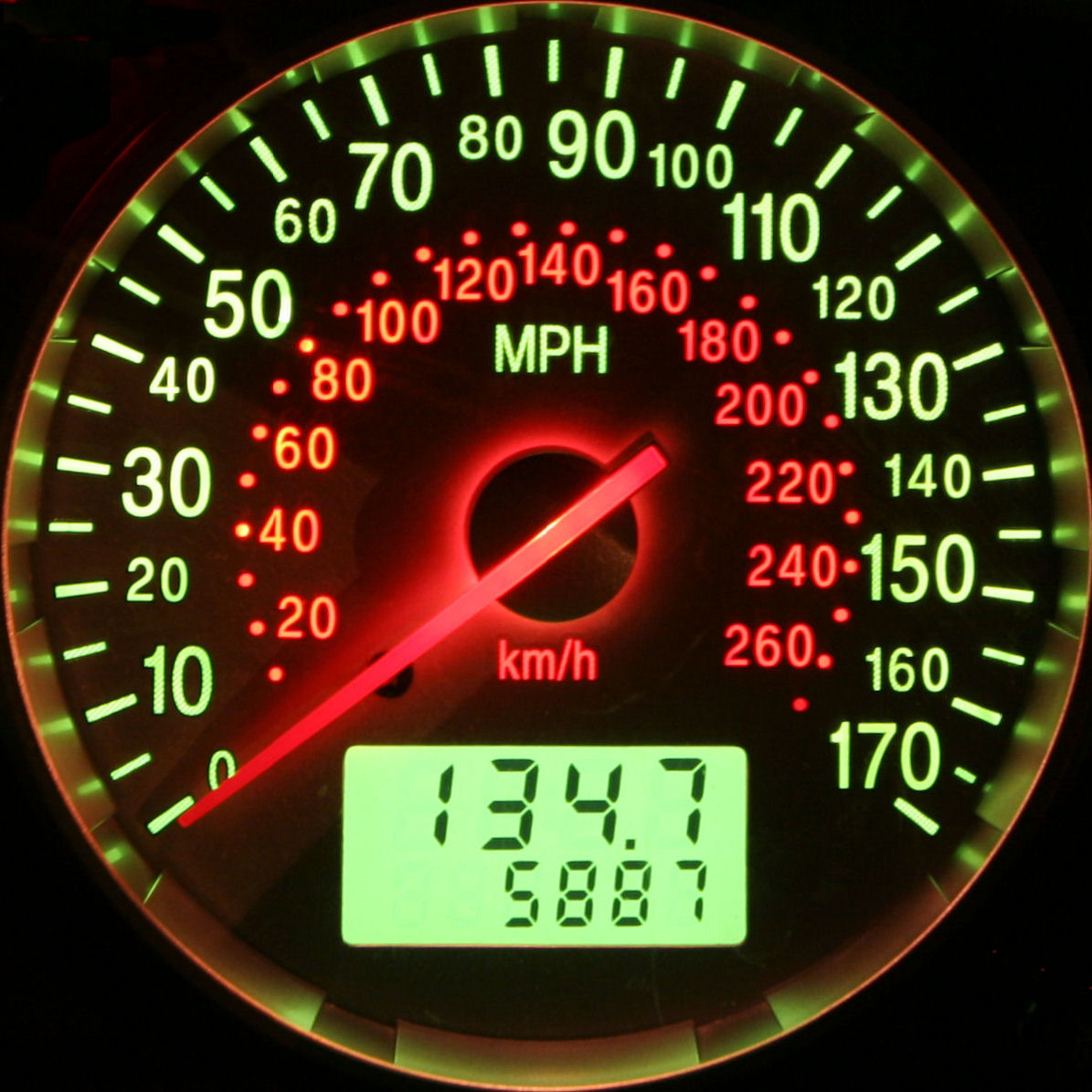
Vitezometru cu scară dublă:
km/h și MPH

Funcția vitezometrului este de a permite conducătorului auto să cunoască viteza autovehiculului său în raport cu limitele impuse de semnalizare sau de trafic. În România, viteza este indicată în kilometri pe oră (km/h). În unele țări vitezometrele au o scară dublă de prezentare: a unității de viteză folosită local, (de obicei mile pe oră – MPH) și unitatea internațională de măsurare (în km/h).
În unele cazuri, vitezometrul are și gradații suplimentare pentru a informa conducătorul auto cu privire la treapta cutiei de viteze care ar trebui folosită. Aceste indicații permit să suplinească lipsa unui tahometru⁠(d). De exemplu, prima viteză este indicată sub 20 kilometri pe oră, a doua între 20 și 45 kilometri pe oră, a treia între 45 și 70 kilometri pe oră etc.

## Legături externe
- en Autoblog: Gauging changes
- en Visual Tyre Size Calculator with speedometer error Arhivat în 11 octombrie 2010, la Wayback Machine.
- en Animated Speedometer Displays in Microsoft Excel Arhivat în 16 martie 2012, la Archive.is